# HD230855
HD230855 — хімічно пекулярна зоря спектрального класу A0, що має видиму зоряну величину в смузі V приблизно  9,3.
Вона  розташована на відстані близько 748,1 світлових років від Сонця.